# テネシー州の大区分

テネシー州の旗。3つの星は、この州の3つの大区分を象徴している。

テネシー州の大区分（テネシーしゅうのだいくぶん）、ないし、グランド・ディヴィジョンズ・オブ・テネシー (Grand Divisions of Tennessee) は、アメリカ合衆国テネシー州を構成する3つの地理的区分であり、それぞれは州の面積の概ね3分の1を占め、地理的のみならず文化的、法的、経済的にも異なる特色をもっている。この大区分は、州の憲法や州法によって法的に承認されており、テネシー州の旗においても3つの目立つ星として表現されている。
東部、中部、西部からなる大区分は、「three states of Tennessee（テネシー3州）」とか「the three Tennessees（3つのテネシー）」などと称されることもある。

## 定義
東部、中部、西部から成る3大区分は、テネシー州法である「Tennessee Code Annotated Title 4, Chapter 1, Part 2 ("Grand Divisions and State Capital")」に定められており、そこでは「eastern, middle, and western」として3大区分が言及されている。この法令には、それぞれの地方に所属する郡が列挙されている。
東部テネシーと中部テネシーの境界線は、この州の初期の歴史において、交通や通商上の大きな障害となっていたカンバーランド高原の上に引かれている。この境界線は、中部標準時と東部標準時の時間帯の境界に近い。東部テネシーは、ブレッドソー郡、カンバーランド郡、マリオン郡の3郡を除いて東部標準時に含まれており、中部テネシーと西部テネシーは全域が中部標準時に含まれている。アラバマ州やミシシッピ州を経てケンタッキー州へと北流するテネシー川の流れは、中部テネシーと西部テネシーの境界を成しており、それはハーディン郡の北部郡境から始まるが、テネシー川が郡域を貫流するこの郡は、全域が西部テネシーに属している。
各区分への郡の帰属は、州の立法によって変更される場合がありえるが、最初期の法制である「The Acts of Tennessee 1835-1836, Chapter 3, "An Act to establish a Supreme Court in pursuance of the 2nd sec., art. 6, of the Constitution of the United States"」によって大区分が設定されて以来、実際におこなわれた変更はわずかなものにとどまっている。最も新しい境界線の修正は、ペリー郡を西部から中部に移した1965年におこなわれた。それ以前の20世紀における定義の変更によって、シクアッチー郡が東部テネシーから中部テネシーへ、マリオン郡とカンバーランド郡が中部テネシーから東部テネシーへと移された。

## 統計
| 大区分       | 人口 （2020年国勢調査） | 最大都市     | 面積 mi2 (km2)             | 所属群数  |
| ------------ | ----------------------- | ------------ | -------------------------- | --------- |
| 東部テネシー | 2,470,105               | ノックスビル | 13,558 sq mi (35,120 km2)  | 33 (list) |
| 中部テネシー | 2,883,086               | ナッシュビル | 17,009 sq mi (44,050 km2)  | 41 (list) |
| 西部テネシー | 1,557,649               | メンフィス   | 10,650 sq mi (27,600 km2)  | 21 (list) |
| テネシー州   | 6,910,840               | ナッシュビル | 41,217 sq mi (106,750 km2) | 95 (list) |

## 特徴
3つの大区分は、地方ごとに地理的にも文化的にも特異性をもっている。東部テネシーの景観は、州の東側の州境であるグレート・スモーキー山脈を含むアパラチア山脈や、東部テネシーの主要都市であるノックスビル、チャタヌーガ、トライシティーズが位置するリッジ・アンド・バレー地方、起伏の多いカンバーランド山脈から成っている。東部テネシーと中部テネシーは、カンバーランド高原を境としている。州都であるナッシュビルがある中部テネシーは、なだらかな丘陵と流量豊富な河谷特徴となっている。西部テネシーは、テネシー川とミシシッピ川の間の地域であり、3大区分の中で最も標高が低い。当地は、自然地理学的地域区分ではメキシコ湾海岸平野の一部となり、比較的平坦な地形が特徴となっている。メンフィスを別にすれば、当地の土地利用は農業が卓越している。歴史的には綿花が西部テネシーの主要作物であった。
3大区分は地域ごとに、自然地理学的にも経済的にも様々な相違を抱えていたため、南北戦争の際にはテネシー州内で大きな分断が生じた。綿花生産と結びついたプランテーション農業のシステムは、奴隷制度が西部テネシーの経済にとって非常に重要であったことを意味しており、当地の有権者たちはアメリカ合衆国からの離脱を強く支持した。プランテーションが存在はしていたものの、さほど重要ではなかった中部テネシーでは、離脱への支持はさほど強くなかった。山がちで、プランテーションがほとんど存在せず、奴隷制度が経済的に重要ではなかった東部テネシーにおいては、有権者たちは離脱に強く反対した。テネシー州は全体としてユニオンから離れてアメリカ連合国に加わったが、南北戦争中も戦後も、東部テネシーはユニオン支持の心情や活動が優る地域であり続けた。この地方では、共和党が政治を支配していた。南北戦争前も戦時中も、東部テネシーでは、北部アラバマなど、ユニオン側に友好的だった他の地域とともに、ニカジャック州として連合国から離脱し、合衆国に再加盟しようとする動きがあった。
かつての奴隷制度の歴史の名残もあり、西部テネシーではアフリカ系アメリカ人の人口比率が高い。2020年の国勢調査では、西部テネシーにおける黒人の人口比率は 37% であったが、中部テネシーでは 12%、東部テネシーでは 6%に過ぎなかった。

## 法的意義
テネシー州憲法は、州最高裁判所の5人の判事について、2人を超えて同じ大区分から選任することはできないと定めている。州最高裁は、定期的に各区分を巡回し、西部テネシーのジャクソン、中部テネシーのナッシュビル、東部テネシーのノックスビルでそれぞれ開催される。同様の規則は、州法制のいくつかの分野にもある。以下はその例である。
- かつて存在したテネシー州公共サービス委員会（英語版）は、州全体の選挙で委員を選出していたが、各大区分から委員を1名ずつ選ぶことになっていた[13]。
- 10名から成るテネシー州教科書委員会 (Tennessee Textbook Commission) について、州法は、おもに職業的教育者から成るこの委員会に、教育関係の職についていない3名の委員を、各大区分から1名ずつ選んで加えることを定めている[14]。
- 上訴裁判所の判事の人数についても、州法は各大区分から選ばれる特定の人数を定めている。

## 象徴的表象
1905年に採用されたテネシー州の旗のデザインについて、これを制作したリロイ・リーヴズ (LeRoy Reeves) は、「純白の3つの星は州の3大区分を表彰している (The three stars are of pure white, representing the three grand divisions of the state)」と書き記した。彼の説明によれば、青い円の中に置かれた3つの星は、「三者が一つに結ばれた、解くことのできない三位一体 (three bound together in one—an indissoluble trinity)」の象徴である。
テネシー州は、かつては観光誘致の宣伝でも大区分を取り上げていた。1960年代に州境で来訪者を迎えていた看板には、「Welcome to the Three States of Tennessee（テネシー3州へようこそ）」という語句が記されていた。しかし、このスローガンは、メンフィス出身ながら東部テネシーから強い支持を得ていた共和党の州知事ウィンフィールド・ダンによって、セクショナリズムを助長しかねないという懸念から廃止された。

### 2002年の記念硬貨

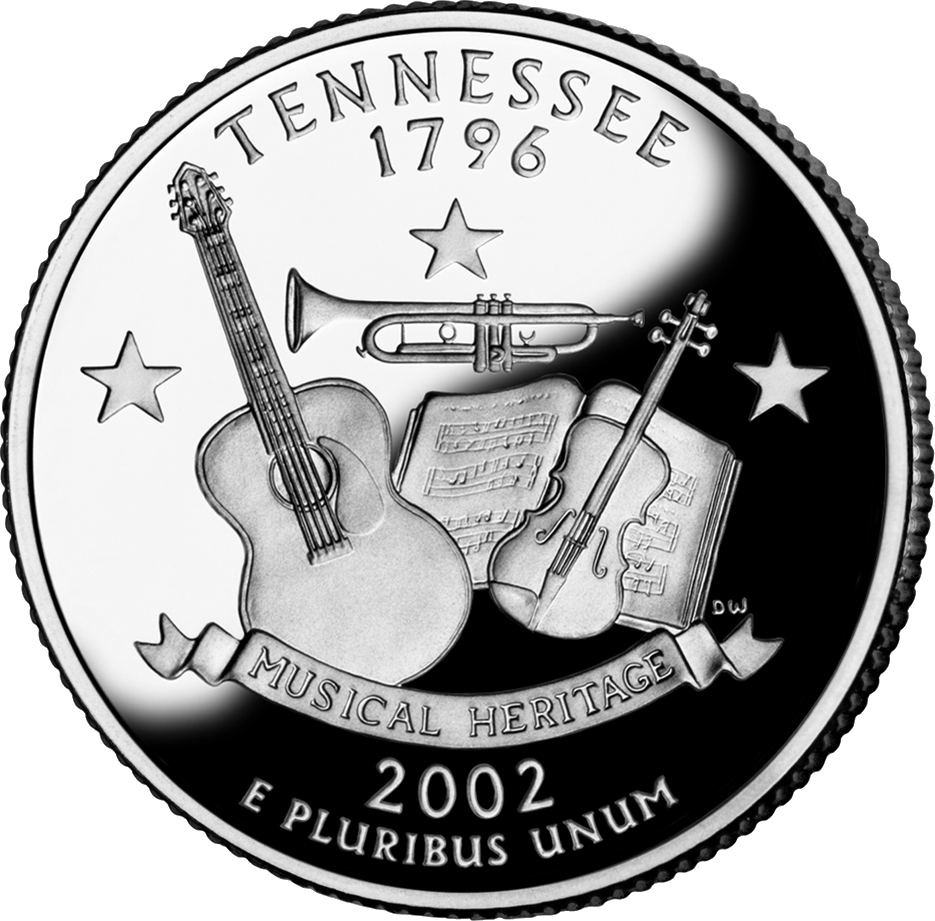
2002年に50州25セント硬貨シリーズの一環として発行された、テネシー州25セント硬貨の裏面。

2002年にアメリカ合衆国造幣局が発行した、テネシー州を記念する25セント硬貨には、3大区分それぞれの音楽的伝統を讃えるデザインが施され、それぞれの地域特有の特定の音楽様式と結びついたものとなった。東部テネシーはアパラチアのブルーグラス、中部テネシーはカントリー・ミュージックとグランド・オール・オプリ、そして西部テネシーはデルタ・ブルースである。この25セント硬貨には、3大区分を表象する3つの星の下に、ナッシュビルと中部テネシーのカントリー・ミュージックを描いたギター、東部テネシーのブルーグラスの伝統を示すフィドルと楽譜、メンフィスやミシシッピ・デルタ（西部テネシーの一部）のブルースを表すトランペットが描かれた。